# Senátní obvod č. 61 – Olomouc
Senátní obvod č. 61 – Olomouc je podle zákona č. 247/1995 Sb. tvořen východní částí okresu Olomouc, ohraničenou na západě obcemi Město Libavá, Domašov nad Bystřicí, Jívová, Dolany, Hlušovice, Olomouc, Křelov-Břuchotín, Kožušany-Tážaly a Blatec.
Současným senátorem je od roku 2016 Lumír Kantor, nestraník zvolený za KDU-ČSL. V Senátu je členem Senátorského klubu KDU-ČSL a nezávislí. V roce 2022 se stal členem strany KDU-ČSL.

## Senátoři

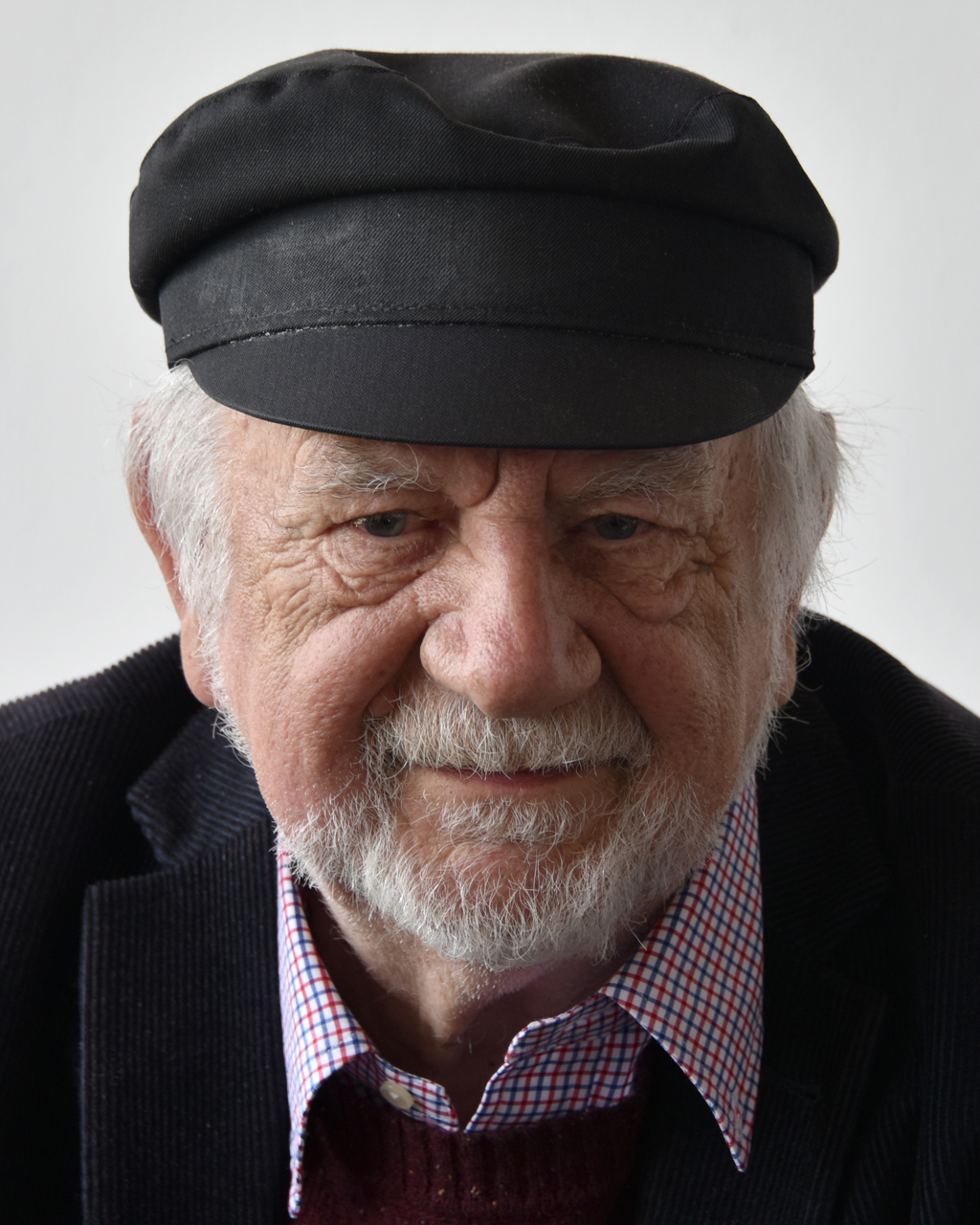
Josef Jařab
František Mezihorák
Jan Hálek
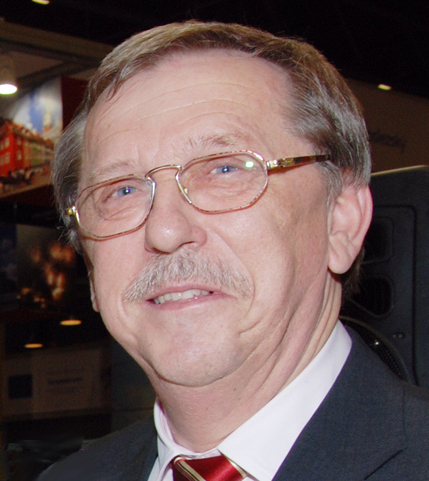
Martin Tesařík
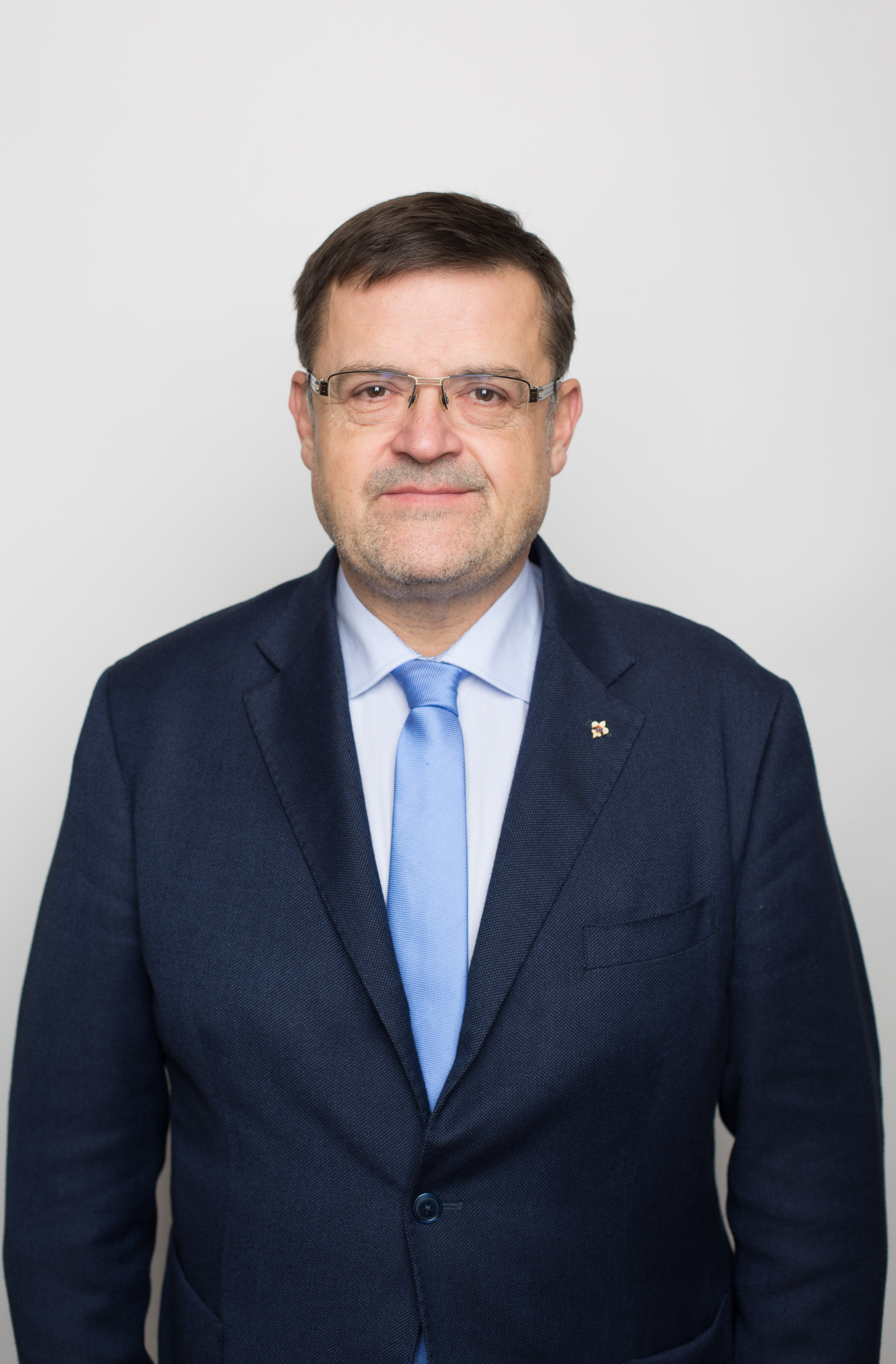
Lumír Kantor

| Volby | Volby  | Senátor                                  | Volební strana | Navrhující strana | Politická příslušnost | Odkaz  |
| ----- | ------ | ---------------------------------------- | -------------- | ----------------- | --------------------- | ------ |
|       | 1996   | prof. PhDr. Josef Jařab, CSc., dr. h. c. | ODA            | ODA               | BEZPP                 | profil |
|       | 1998   | prof. PhDr. František Mezihorák, CSc.    | ČSSD           | ČSSD              | ČSSD                  | profil |
|       | 2004   | prof. Ing. Jan Hálek, CSc.               | ODS            | ODS               | ODS                   | profil |
|       | 2010   | Ing. Martin Tesařík                      | ČSSD           | ČSSD              | ČSSD                  | profil |
|       | 2016   | MUDr. Lumír Kantor, Ph.D.                | KDU-ČSL        | KDU-ČSL           | KDU-ČSL               | profil |
| 2022  | profil | MUDr. Lumír Kantor, Ph.D.                | KDU-ČSL        | KDU-ČSL           | KDU-ČSL               |        |

## Volby

### Rok 1996
| Kandidát | Kandidát                                 | Volební strana | Navrhující strana | Politická příslušnost | Počet hlasů (1. kolo) | %     | Počet hlasů (2. kolo) | %     |
| -------- | ---------------------------------------- | -------------- | ----------------- | --------------------- | --------------------- | ----- | --------------------- | ----- |
|          | prof. PhDr. Josef Jařab, CSc., dr. h. c. | ODA            | ODA               | BEZPP                 | 9 372                 | 25,21 | 16 080                | 55,02 |
|          | doc. Ing. Jan Hálek, CSc.                | ODS            | ODS               | ODS                   | 13 395                | 36,02 | 13 146                | 44,98 |
|          | prof. PhDr. František Mezihorák, CSc.    | ČSSD           | ČSSD              | BEZPP                 | 8 626                 | 23,20 | —                     | —     |
|          | Ing. Miroslav Marek                      | KSČM           | KSČM              | KSČM                  | 4 538                 | 12,20 | —                     | —     |
|          | MUDr. Jaroslav Křivánek                  | ČSNS           | ČSNS              | ČSNS                  | 863                   | 2,32  | —                     | —     |
|          | PhDr. František Stružka                  | MSLK_96        | MOR_SLEZ          | HSMS-MNSj             | 389                   | 1,05  | —                     | —     |

### Rok 1998
| Kandidát | Kandidát                              | Volební strana | Navrhující strana | Politická příslušnost | Počet hlasů (1. kolo) | %     | Počet hlasů (2. kolo) | %     |
| -------- | ------------------------------------- | -------------- | ----------------- | --------------------- | --------------------- | ----- | --------------------- | ----- |
|          | prof. PhDr. František Mezihorák, CSc. | ČSSD           | ČSSD              | ČSSD                  | 10 033                | 29,31 | 11 258                | 51,73 |
|          | doc. Ing. Jan Hálek, CSc.             | ODS            | ODS               | ODS                   | 10 028                | 29,30 | 10 506                | 48,27 |
|          | Ing. Tomáš Kvapil                     | 4KOALICE       | 4KOALICE          | KDU-ČSL               | 9 056                 | 26,46 | —                     | —     |
|          | Ing. Miroslav Marek                   | KSČM           | KSČM              | KSČM                  | 5 109                 | 14,93 | —                     | —     |

### Rok 2004
| Kandidát | Kandidát                              | Volební strana | Navrhující strana | Politická příslušnost | Počet hlasů (1. kolo) | %     | Počet hlasů (2. kolo) | %     |
| -------- | ------------------------------------- | -------------- | ----------------- | --------------------- | --------------------- | ----- | --------------------- | ----- |
|          | prof. Ing. Jan Hálek, CSc.            | ODS            | ODS               | ODS                   | 9 152                 | 29,87 | 12 238                | 55,74 |
|          | Ing. Martin Tesařík                   | ČSSD           | ČSSD              | ČSSD                  | 6 684                 | 21,82 | 9 716                 | 44,25 |
|          | prof. MUDr. PhDr. Jana Mačáková, CSc. | ED             | ED                | BEZPP                 | 5 963                 | 19,46 | —                     | —     |
|          | PaedDr. Jaroslava Cardová             | KSČM           | KSČM              | KSČM                  | 4 775                 | 15,58 | —                     | —     |
|          | MUDr. Marie Horáková                  | KDU-ČSL        | KDU-ČSL           | KDU-ČSL               | 3 025                 | 9,87  | —                     | —     |
|          | RNDr. Pavel Foretník                  | N              | N                 | BEZPP                 | 886                   | 2,89  | —                     | —     |
|          | Stanislav Stránský                    | NEZ            | NEZ               | NEZ                   | 146                   | 0,47  | —                     | —     |

### Rok 2010
| Kandidát | Kandidát                             | Volební strana | Navrhující strana | Politická příslušnost | Počet hlasů (1. kolo) | %     | Počet hlasů (2. kolo) | %     |
| -------- | ------------------------------------ | -------------- | ----------------- | --------------------- | --------------------- | ----- | --------------------- | ----- |
|          | Ing. Martin Tesařík                  | ČSSD           | ČSSD              | ČSSD                  | 14 306                | 34,52 | 16 052                | 54,78 |
|          | prof. Ing. Jan Hálek, CSc.           | ODS            | ODS               | ODS                   | 8 449                 | 20,38 | 13 249                | 45,21 |
|          | prof. MUDr. Jiří Klein, Ph.D., FETCS | TOP 09, STAN   | TOP 09            | BEZPP                 | 8 216                 | 19,82 | —                     | —     |
|          | PaedDr. Miroslav Skácel              | KSČM           | KSČM              | KSČM                  | 4 004                 | 9,66  | —                     | —     |
|          | doc. RNDr. Pavel Nováček, CSc.       | KDU-ČSL        | KDU-ČSL           | BEZPP                 | 3 745                 | 9,03  | —                     | —     |
|          | JUDr. Jan Rytíř, PhD.                | Suverenita     | Suverenita        | SDŽ                   | 2 326                 | 5,61  | —                     | —     |
|          | PhDr. Josef Dušek                    | SPOZ           | SPOZ              | SPOZ                  | 396                   | 0,95  | —                     | —     |

### Rok 2016
| Kandidát | Kandidát                       | Volební strana | Navrhující strana | Politická příslušnost | Počet hlasů (1. kolo) | %     | Počet hlasů (2. kolo) | %     |
| -------- | ------------------------------ | -------------- | ----------------- | --------------------- | --------------------- | ----- | --------------------- | ----- |
|          | MUDr. Lumír Kantor, Ph.D.      | KDU-ČSL        | KDU-ČSL           | BEZPP                 | 10 215                | 27,62 | 10 794                | 52,44 |
|          | MUDr. Milan Brázdil            | ANO            | ANO               | ANO                   | 12 271                | 33,18 | 9 786                 | 47,55 |
|          | Ing. Martin Tesařík            | ČSSD           | ČSSD              | ČSSD                  | 5 185                 | 14,02 | —                     | —     |
|          | Ing. Zdenka Szukalská          | KSČM           | KSČM              | BEZPP                 | 3 007                 | 8,13  | —                     | —     |
|          | Jaroslav Morávek               | ODS            | ODS               | BEZPP                 | 2 509                 | 6,78  | —                     | —     |
|          | prof. PhDr. Ivo Barteček, CSc. | SsČR           | SsČR              | BEZPP                 | 1 989                 | 5,37  | —                     | —     |
|          | Ing. Eva Hrindová              | APAČI 2017     | APAČI 2017        | BEZPP                 | 906                   | 2,45  | —                     | —     |
|          | MUDr. Pavel Andrš              | KČ             | KČ                | KČ                    | 556                   | 1,50  | —                     | —     |
|          | Václav Šimek                   | ND             | ND                | BEZPP                 | 338                   | 0,91  | —                     | —     |

### Rok 2022
Ve volbách v roce 2022 obhajoval svůj mandát za KDU-ČSL senátor Lumír Kantor. Mezi jeho sedm vyzyvatelů patřil lékař a poslanec Milan Brázdil z hnutí ANO, který v roce 2016 zvítězil v prvním kole senátních voleb, ve druhém kole ho ale porazil Lumír Kantor. Do Senátu kandidovali také předsedkyně strany Trikolora Zuzana Majerová, vysokoškolský pedagog a právník Michal Malacka jako nestraník za STAN, lékař a předseda strany Moravané Ctirad Musil, chirurg Čestmír Neoral z ODS, vědecký pracovník a člen Pirátů Václav Ranc a ředitel Základní školy a Mateřské školy Troubky Petr Vrána jako nestraník za PRO 2022.
První kolo voleb vyhrál s 32,46 % hlasů Milan Brázdil, do druhého kola s ním postoupil Lumír Kantor, který obdržel 26,06 % hlasů. Druhé kolo vyhrál s 60,07 % hlasů Lumír Kantor.
| Kandidát | Kandidát                                   | Volební strana | Navrhující strana | Politická příslušnost | Počet hlasů (1. kolo) | %     | Počet hlasů (2. kolo) | %     |
| -------- | ------------------------------------------ | -------------- | ----------------- | --------------------- | --------------------- | ----- | --------------------- | ----- |
|          | MUDr. Lumír Kantor, Ph.D.                  | KDU-ČSL        | KDU-ČSL           | KDU-ČSL               | 11 121                | 26,06 | 14 778                | 60,07 |
|          | MUDr. Milan Brázdil                        | ANO            | ANO               | ANO                   | 13 851                | 32,46 | 9 820                 | 39,92 |
|          | prof. MUDr. Čestmír Neoral, CSc.           | ODS            | ODS               | ODS                   | 4 871                 | 11,41 | —                     | —     |
|          | Zuzana Majerová                            | Trikolora      | Trikolora         | Trikolora             | 4 238                 | 9,93  | —                     | —     |
|          | doc. RNDr. Václav Ranc, Ph.D.              | Piráti         | Piráti            | Piráti                | 2 946                 | 6,90  | —                     | —     |
|          | JUDr. Mag. iur. Michal Malacka, Ph.D., MBA | STAN           | STAN              | BEZPP                 | 2 399                 | 5,62  | —                     | —     |
|          | Mgr. Petr Vrána                            | PRO 2022       | PRO 2022          | BEZPP                 | 2 290                 | 5,36  | —                     | —     |
|          | MUDr. Mgr. Ctirad Musil                    | Moravané       | Moravané          | Moravané              | 954                   | 2,23  | —                     | —     |

#### Analýza
Následující analýza se věnuje druhému kolu senátních voleb.
Lumír Kantor druhé kolo senátních voleb ovládl, prohrál pouze v 9 obcích v celém senátním obvodu. Tyto obce se nacházejí v těsné blízko Vojenského újezdu Libavá (Město Libavá, Jívová, Hlubočky, Daskabát) nebo jižně od Olomouce (Věrovany, Majetín). Největší obcí, kde Kantor utrpěl porážku, jsou tak Hlubočky s asi 4 200 obyvateli, získal zde 46,79 % hlasů. Podíváme-li se na významné obce senátního obvodu, tak s výjimkou zmíněných Hluboček, Kantor vyhrál v Olomouci (61,26 %), ve Velké Bystřici (63,74 %), ve Velkém Týnci (51,39 %) i v Dolanech (62,13 %).
Bez ohledu na velikost sídla se Kantor dočkal největší podpory v Suchonicích (80,76 %), Svésedlicích (73,33 %), Hlušovicích (71,42 %) a v Bukovanech (68,30 %).

## Volební účast
|  | nejvyšší volební účast |  | nejnižší volební účast |

| Rok  | % (1. kolo) | % (2. kolo) |
| ---- | ----------- | ----------- |
| 1996 | 35,66       | 28,10       |
| 1998 | 36,77       | 20,46       |
| 2004 | 30,02       | 20,06       |
| 2010 | 38,97       | 26,43       |
| 2016 | 35,22       | 18,72       |
| 2022 | 40,70       | 22,65       |

## Zajímavosti
- Nejnižší počet hlasů, kterým byl kandidát zvolen, je 10 794. To odpovídá 9,76 % hlasů oprávněných voličů, avšak 52,44 % hlasů voličů, kteří se voleb zúčastnili. Stalo se tak v roce 2016, kdy v druhém kole Lumír Kantor porazil Milana Brázdila.[9]
- V roce 2022 se o senátní křeslo v tomto obvodu ucházeli hned 4 lékaři, tvořili tak polovinu z celkového počtu kandidátů.